# Străinul fără nume
Străinul fără nume (în engleză : High Plains Drifter) este un film american western de groază din 1973. Este scris de Ernest Tidyman și regizat de Clint Eastwood; cu Eastwood, Verna Bloom și Mariana Hill în rolurile principale. Filmul este distribuit de compania "Malpaso".
Eastwood este un străin misterios, care face dreptate într-un oraș minier corupt de frontieră.

## Distribuție
- Clint Eastwood - Străinul
- Verna Bloom - Sarah Belding
- Mariana Hill - Callie Travers
- Billy Curtis - Mordecai
- Mitch Ryan - Dave Drake
- Jack Ging - Morgan Allen
- Stefan Gierasch - primarul Jason Hobart
- Ted Hartley - Lewis Belding
- Geoffrey Lewis - Stacey Bridges
- Dan Vadis - Dan Carlin
- Anthony James - Cole Carlin
- Walter Barnes - șeriful Sam Shaw
- Paul Brinegar - Lutie Naylor
- Richard Bull - Asa Goodwin
- Robert Donner - predicatorul
- John Hillerman - cizmarul
- John Quade - conductorul vagoanelor de marfă
- Buddy Van Horn - polițistul federal Jim Duncan
- William O'Connell - bărbierul
- James Gosa - Tommy Morris
- Scott Walker - Billy Borders
- Russ McCubbin - Fred Short